# Pablo Manguel
Pablo Manguel (Buenos Aires, 18 de noviembre de 1912-17 de octubre de 1984) fue un político y abogado argentino. Se desempeñó como Embajador de la Argentina en el Estado de Israel, entre 1949 y 1954, designado por el presidente Juan Domingo Perón, siendo el primer diplomático latinoamericano en aquel país con ese cargo.En 1949 el gobierno se inclinó a favor de la creación del Estado de Israel, la Argentina se constituyó en el primer país de América Latina que envió embajador a Tel Aviv. Ese mismo es designado como embajador Pablo Manguel, abogado laboralista judío, reconocido dentro de comunitaria judía.
A principios de 1940 formó parte y presidio el Comité de ayuda  contra las Persecuciones de Judíos en Alemania, la organización tenía como objetivo construir una representación lo más amplia posible de los judíos en la Argentina y fortalecer sus vínculos de solidaridad con la comunidad perseguida en centro Europa. En 1943 encabezó una campaña y logró la anulación de la Circular 11 dictada por el radical conservador Roberto M. Ortiz que restringía la entrada de judíos que huían de la persecución en Alemania. Esta circular, había sido firmada por el Canciller José María Cantilo, y el ministro Enrique Ruiz Guiñazú, padre de la conductora Magdalena Ruiz Guiñazú limito el ingreso de judíos que huían de Europa. Si bien la circular permaneció en secreto hasta 1941 ante su difusión pública la comunidad judía local encabezada por Manguel pidió su derogación 
La circular restringía la entrada de personas consideradas "indeseables" o "expulsadas", incluyendo a judíos que huían del régimen nazi.  Desde su suspensión decretada por Farrell el 27 de febrero de 1944 el país pudo recibir 7 buques con judíos huidos de la Guerra.
Manguel fundó en 1947 la Organización Israelita Argentina (OIA) máxima entidad de  representación de la comunidad judía.
Hijo de madre judía, se recibió de Abogado y posteriormente se dedicó al derecho laboral. Posteriormente fundó un sindicato de repartidores de periódicos. En las elecciones de 1954 fue elegido Diputado Nacional.
Formó matrimonio con Rosa Finkelstein en 1946, con quien tuvo tres hijos, entre los cuales se encuentran Alberto Manguel, que es escritor. La periodista Romina Manguel es su sobrina, hija de su hermano Juan Domingo Manguel.Manguel construyó importantes vínculos entre Argentina e Israel, y entre el peronismo y la comunidad judía argentina a tal punto que organizó las horas al país de Golda Meir, y el por entonces ministro de Relaciones Exteriores, Moshe Sharett, junto al envío de barcos con alimentos, incluido un barco con carne fresca que pagó la Argentina para Israel en 1949. Evita se mostraba conmovida con las primeras imágenes de víctimas del Holocausto que empezaron a circular y estaba convencida de que había que colaborar en forma activa con el nuevo estado por lo que telegrafeaba a Manuel.
Tras el golpe de Estado de 1955 permaneció exiliado en Israel, su condición de judío y peronista lo puso como uno de los objetivos de la persecución del régimen de Eduardo Lonardi que contaba con ministros filonazis y fuertemente antisemitas.

El 5 de febrero de 1955 al oeste de Jerusalén el gobierno de Israel inauguró un bosque que llevó por nombre Presidente Perón. Moshe Sharet Primer Ministro, lo inauguró plantando el primer árbol. “Este bosque, que lleva el nombre del Presidente Perón, de Argentina, será un símbolo vivo y eterno de los vínculos de amistad ente los pueblos de Israel y Argentina”, el primer ministro agradeció a Pablo Manguel, por sus incansables esfuerzos por la comunidad judía y rindió tributo a Eva Perón -fallecida 3 años antes- a la que definió como “una de las mejores amigas que jamás tuvo el pueblo judío.